# Keleti bűzösborz
A keleti bűzösborz (Conepatus leuconotus) az emlősök (Mammalia) osztályának a ragadozók (Carnivora) rendjébe, ezen belül a bűzösborzfélék (Mephitidae) családjába tartozó faj.

## Elterjedése
A keleti bűzösborz Észak-Amerika déli részén és a közép-amerikai földhíd néhány országában (Mexikóban, Guatemalában, Hondurasban, Salvadorban és Nigaraguában) honos.

## Megjelenése
|  |

A háta fehér. A hím testhossza 63 cm, a nőstény testhossza 58 cm. Hosszú karmai az ásást szolgálják. Testtömege 1200–4500 g. A többi bűzösborzféléhez hasonlóan a keleti bűzösborznak is van bűzmirigye. A bűzt a támadóra spricceli, hogy elűzze.

## Életmódja
A keleti bűzösborz éjjel aktív. Tápláléka rovarlárvák, bogarak, gyümölcsök és kisebb gerincesek. Fogságban 7-9 évig él.

## Szaporodása
A párzási időszak késő februártól kora márciusig tart. A 60 napos vemhesség végén 1-5, leggyakrabban 2–4 kölyök születik.

## Természetvédelmi állapota
A keleti bűzösborz nem veszélyeztetett, de egy alfaja a Conepatus leuconotus telmalestes, ami Délkelet-Texasban élt már kihalt. Az élőhelyének szűkülése és az elvadult házi sertések fenyegetik. Sokan járműveknek esnek áldozatul. Coloradóban már 1000 példánya él, Új-Mexikóban és Oklahomában 3000 példánya él. Texasban és Arizonában azonban nagy az egyedszáma.